# 美國陸軍預備役司令部
美國陸軍預備役司令部（英語：United States Army Reserve Command，USARC）是美國陸軍預備役的指揮單位，隸屬於美國陸軍部隊司令部。

## 組織

### 功能性單位
- 第1任務支援司令部（英语：1st Mission Support Command）
- 第7任務支援司令部
- 第3醫療司令部（英语：3rd Medical Command (Deployment Support)）
- 第76作戰反應司令部
- 第79保障支援司令部
- 第200憲兵司令部
- 第335戰區通信司令部（英语：335th Theater Signal Command (United States)）
- 第377戰區保障司令部（英语：377th Theater Sustainment Command）
- 第412戰區工兵司令部（英语：412th Engineer Command (United States)）
- 第416戰區工兵司令部（英语：416th Engineer Command (United States)）
- 第807醫療司令部（英语：807th Medical Command (Deployment Support)）
- 陸軍預備役醫療司令部（英语：Army Reserve Medical Command）
- 陸軍預備役航空司令部（英语：Army Reserve Aviation Command）
- 陸軍軍事情報戰備司令部（英语：United States Army Military Intelligence Readiness Command）
- 陸軍民政與心理作戰司令部（英语：United States Army Civil Affairs and Psychological Operations Command）

### 支援性單位
- 第9任務支援司令部（英语：9th Mission Support Command）
- 第63戰備師
- 第81戰備師
- 第85支援司令部
- 第88戰備師
- 第99戰備師
- 美國陸軍預備役法律司令部（英语：United States Army Reserve Legal Command）

### 訓練性單位
- 第75创新司令部
- 第80訓練司令部
  - 第94訓練師
  - 第100訓練師
  - 第102訓練師
- 第84訓練司令部
  - 第78訓練師
  - 第86訓練師
  - 第91訓練師
- 第108訓練司令部
  - 第98訓練師
  - 第98訓練師
  - 第104訓練師

## 外部連結
- 美國陸軍預備役官方網站 （页面存档备份，存于）